# 女性手帳
『女性手帳』（じょせいてちょう）は、1967年4月10日から1982年3月25日までNHK総合テレビジョンで平日昼に放送されたインタビュー番組である。当初はモノクロ放送だったが、1971年4月7日からカラー放送となった。

## 概要
この番組は毎週1人のゲストをピックアップしていき、週5日間、合計2時間半にわたってNHKのアナウンサーたちがゲストに対して行ったインタビューを放送していた。
番組開始から1年間は、毎月最終金曜日のみNHK大阪放送局が制作を受け持った。その後、1967年4月からは原則は東京放送局の製作とし、2 - 3ヶ月に1度の間隔で1週間通して大阪放送局が製作を受け持つ形に変更された後、1970年10月からは、大阪放送局のほか、名古屋放送局も不定期で新たに制作に参加（同時に大阪放送局の担当スケジュールも原則として隔月で1週ずつ（年6回）の形に変更された）。
更に1972年からは8月に福岡放送局が初めて1週間製作を受け持ったのを皮切りに、札幌・広島・仙台など各地方の地域拠点局も不定期で製作を担当するようになった。
これを機に、日本を代表する芸術家から家庭の知識、そして地方に伝わる風習・伝承や特定地域にのみ生息が確認されている動植物の生態にいたるまで、幅広い分野の話題を網羅する硬派のインタビュー番組として長年親しまれることになった。
番組は1982年3月に同タイトルでの放送を終了。同年4月に『訪問インタビュー』へと衣替えした。

## 放送時間
- 放送開始 - 1969年3月26日：月 - 金曜 13:15 - 14:15
- 1969年4月 - 1972年3月23日：月 - 金曜 13:40 - 14:20
  - 日本万国博覧会期間中（1970年3月16日 - 9月11日）は万博関連番組『ナショナルデーへの招待』を月曜・水曜・金曜に放送したため、火曜・木曜のみ放送[4][5]。
- 1972年4月6日 - 1974年3月26日：月 - 金曜 13:55 - 14:30
- 1974年4月8日 - 放送終了まで：月 - 金曜 14:00 - 14:30

## 歴代司会者（聞き手）
| 期間     | 期間      | キャスター | キャスター |
| -------- | --------- | ---------- | ---------- |
| 1967.4.1 | 1968.3.27 | 伊藤鑛二   | 山田幸子   |
| 1968.4.8 | 1970.3.26 | 原善三郎   | 山田幸子   |
| 1970.4.7 | 1972.3.23 | 杉澤陽太郎 | 広瀬修子   |
| 1972.4.6 | 1974.3.26 | 杉澤陽太郎 | 室町澄子   |
| 1974.4.8 | 1975.3.27 | 森本毅郎   | 高橋美紀子 |
| 1975.4.7 | 1977.3.25 | 森本毅郎   | 上安平洌子 |
| 1977.4.6 | 1979.3.26 | 飯窪長彦   | 山根基世   |
| 1979.4.2 | 1981.3.31 | 河路勝     | 広瀬修子   |
| 1981.4.2 | 1982.3.25 | 河路勝     | 伊集院礼子 |

大阪製作分
| 期間 | キャスター | キャスター |
| --- | ---------- | ---------- |
| 1967年度（月1回）・1968年度（4月・6月）                                                                            | 山川静夫   | 檜山紀美子 |
| 1968年度（9月・10月・1969年2月）・1969年度（8月）                                                                  | 秋山和平   | 村田幸子   |
| 1969年度（10月・12月、1970年1月）                                                                                  | 秋山和平   | 長島澄子   |
| 1970年度（10月・1971年1月・3月）・1971年度（5月・7月）                                                             | 小谷伝     | 長島澄子   |
| 1971年度（10月・11月・1972年1月・3月）・1972年度（5月・7月・9月・11月・1973年2月）                                 | 小谷伝     | 山根基世   |
| 1973年度（5月・7月・9月・11月）・1974年度（4月・5月）                                                              | 峯尾武男   | 山根基世   |
| 1974年度（7月・9月・11月）・1975年度（4月）                                                                        | 峯尾武男   | 福田康子   |
| 1975年度（6月・7月・10月・12月・1976年3月）・1976年度（3月・5月・7月・11月・1977年1月・3月）・1977年度（6月・8月） | 向後英紀   | 福田康子   |
| 1977年度（9月・12月・1978年2月）・1978年度（5月・7月・12月・1979年1月）・1979年度（4月・5月）                      | 向後英紀   | 安藤恵     |
| 1979年度（9月・11月・1980年1月・3月）・1980年度（5月）                                                             | 山口弘三   | 堀内裕子   |
| 1980年度（9月・11月・1981年1月）・1981年度（4月）                                                                  | 西阪廣     | 堀内裕子   |
| 1981年度（10月・11月・1982年2月・3月）                                                                             | 村田幸子   | 西阪廣     |

その他
東京・大阪以外の地方局製作分の女性司会者に関しては、各地域を拠点に活動するフリーアナウンサーが起用されていた。
| 制作局       | 期間     | キャスター | キャスター     |
| ------------ | -------- | ---------- | -------------- |
| 札幌放送局   | 1972.10  | 山中勇     | 黒沢久美子     |
| 札幌放送局   | 1974.2   | 野村寛臣   | 照屋真樹子     |
| 札幌放送局   | 1975.2   | 野村寛臣   | 青池光子       |
| 札幌放送局   | 1976.1   | 河内正     | 木村ゆき子     |
| 札幌放送局   | 1977.2   | 西橋正泰   | 須磨佳津江     |
| 札幌放送局   | 1977.7   | 西橋正泰   | 須磨佳津江     |
| 札幌放送局   | 1978.11  | 本田誠次   | 沢井貴良子     |
| 札幌放送局   | 1980.8   | 鈴木公     | 竹本寿美子     |
| 仙台放送局   | 1977.6   | 草柳隆三   | 小松直子       |
| 仙台放送局   | 1980.2   | 阿世知幸男 | 宮部博子       |
| 青森放送局   | 1978.11  | 鈴木公     | 黒滝郁子       |
| 青森放送局   | 1981.11  | 桜井芳朗   | 梶浦美枝子     |
| 秋田放送局   | 1976.7   | 草柳隆三   | 草柳隆三       |
| 福井放送局   | 1974.1   | 木村光一   | 木村光一       |
| 富山放送局   | 1981.3   | 後藤晴美   | 中村速雄       |
| 名古屋放送局 | 1970.10  | 本田誠次   | 尾関(中原)成子 |
| 名古屋放送局 | 1971.11  | 秋山隆     | 尾関(中原)成子 |
| 名古屋放送局 | 1972.9   | 田崎峯男   | 尾関(中原)成子 |
| 名古屋放送局 | 1973.3   | 小沼俊男   | 尾関(中原)成子 |
| 名古屋放送局 | 1973.6   | 中野道生   | 尾関(中原)成子 |
| 名古屋放送局 | 1973.7   | 中野道生   | 尾関(中原)成子 |
| 名古屋放送局 | 1974.12  | 児玉士誠   | 青木裕子       |
| 名古屋放送局 | 1975.4   | 児玉士誠   | 児玉士誠       |
| 名古屋放送局 | 1975.9   | 阿部宏     | 近森一枝       |
| 名古屋放送局 | 1976.4   | 加藤英明   | 近森一枝       |
| 名古屋放送局 | 1977.5   | 松田輝雄   | 小林洋子       |
| 名古屋放送局 | 1977.7   | 松田輝雄   | 小林洋子       |
| 名古屋放送局 | 1978.5   | 加瀬次男   | 河原秀子       |
| 名古屋放送局 | 1978.8   | 小沢一郎   | 小林洋子       |
| 名古屋放送局 | 1979.4   | 広越正久   | 小林洋子       |
| 名古屋放送局 | 1980.5   | 青木淳     | 近森一枝       |
| 名古屋放送局 | 1980.9   | 青木淳     | 峰陽子         |
| 名古屋放送局 | 1981.9   | 青木淳     | 服部雅子       |
| 広島放送局   | 1979.5   | 根岸久治   | 岩崎有子       |
| 広島放送局   | 1979.10  | 川口正八   | 岩崎有子       |
| 広島放送局   | 1981.2   | 檀上滋     | 杉本雅子       |
| 広島放送局   | 1981.10  | 川口正八   | 浜本一枝       |
| 松山放送局   | 1974.3   | 白鳥元雄   | 白鳥元雄       |
| 松山放送局   | 1979.2   | 福本義典   | 宮内淑子       |
| 松山放送局   | 1979.3   | 福本義典   | 宮内淑子       |
| 松山放送局   | 1979.12  | 福本義典   | 宮内淑子       |
| 松山放送局   | 1980.11  | 村田昭     | 西村澄子       |
| 松山放送局   | 1981.12  | 草柳隆三   | 宮内淑子       |
| 高松放送局   | 1978.4   | 山田誠浩   | 土井昌子       |
| 福岡放送局   | 1972.8   | 川口正八   | 上田暁子       |
| 福岡放送局   | 1974.5   | 川口正八   | 川口正八       |
| 福岡放送局   | 1975.7   | 中村速夫   | 松尾みどり     |
| 佐賀放送局   | 1981.7   | 佐々木謙介 | 佐々木謙介     |
| 佐賀放送局   | 1982.3   | 小林弘明   | 小林弘明       |
| 沖縄放送局   | 1977.12  | 草柳隆三   | 上原利恵子     |
|              | 1975.3   | 吉川精一   | 吉川精一       |
| 1976.10      | 平岩毅   | 平岩毅     |                |
| 1977.4       | 重松和美 | 重松和美   |                |
| 1977.11      | 重松和美 | 重松和美   |                |
| 1978.12      | 平岩毅   | 平岩毅     |                |